# Gordo (khỉ)

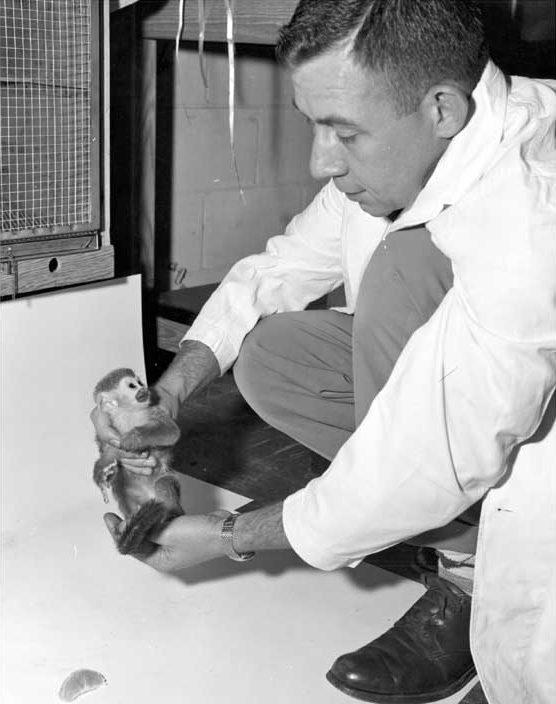
Gordo và một nhà nghiên cứu

Gordo là một trong những chú khỉ đầu tiên du hành vào vũ trụ. Là một thành viên tham gia chương trình không gian của NASA, Gordo, còn được gọi là Old đáng tin cậy, đã được phóng từ Mũi Canaveral vào ngày 13 tháng 12 năm 1958, trong tên lửa Jupiter PGM-19 của Hoa Kỳ trong nhiệm vụ AM-13 của mình. Các tên lửa sẽ đi hành trình hơn 2.414 km và đạt độ cao 500 km trước khi trở về Trái Đất và hạ cánh ở phía nam Đại Tây Dương. Một trục trặc kỹ thuật đã ngăn chiếc dù của "viên nhộng" chứa Gordo mở ra và mặc dù được tìm thấy trong thời gian ngắn, cả cơ thể và tàu của nó đều không được tìm thấy.

## Chuyến bay
Chuyến bay diễn ra lúc 03:53 giờ EST khi tên lửa Jupiter AM-13 có chứa Gordo được phóng từ khu vực tên lửa Đại Tây Dương tại Cape Canaveral. Các tên lửa lên đến độ cao 470 km khi đi hành trình 2100 km. Các nhà khoa học theo dõi chuyến bay phát hiện ra rằng, ngoài việc nhịp tim chậm lại một chút, Gordo không bị ảnh hưởng xấu từ việc xâm nhập vào không gian hoặc kết quả của việc mất trọng lực. Gordo mặc một bộ đồ không gian tùy chỉnh đặc biệt và được trang bị các dụng cụ, bao gồm nhiệt kế và micrô, để theo dõi sức khỏe của nó.
Trong tổng số chuyến bay kéo dài 15 phút, trong đó Gordo là không trọng lượng trong vòng 8,3 phút, thoát và tái thâm nhập vào bầu khí quyển của Trái đất với tốc độ trên 16.000 km/h. Sự thất bại của chiếc dù của Gordo báo hiệu rằng cả nó và viên nang đều bị mất, mặc dù đã có nỗ lực để tìm kiếm chúng. Người ta tin rằng Gordo còn sống tại thời điểm bị va chạm.